# Свиязев, Иван Иванович
Иван Ива́нович Свия́зев (1797, Верхние Муллы, Пермская губерния — 27 октября [8 ноября] 1875, Санкт-Петербург) — русский архитектор и преподаватель, академик архитектуры Императорской Академии художеств, тайный советник.
Портрет И. И. Свиязева не обнаружен. На представляемом иногда якобы его портрете изображён П. Н. Свистунов.

## Биография
Родился в 1797 году в селе Верхние Муллы Пермского уезда Пермской губернии (ныне — территория села в черте города Перми) в семье дворовых княгини В. А. Шаховской (урождённой Строгановой). Отец — Иван Петрович Свиязев.
Окончил полный курс гимназии в Перми и в 1815 году был принят в Императорскую Академию художеств. На экзамене 1817 года за композицию «Почтовый двор» получил серебряную медаль 2 степени. В 1818 году был отчислен из академии, как не получивший вольной. Производил постройки у своей владелицы, княгини Шаховской (проживала в Москве), а также на Императорской бумажной фабрике в Петергофе, где также участвовал в водяных сооружениях петергофских фонтанов.
В 1820 году Академия художеств выкупает его на волю. После освобождения от крепостной зависимости Совет академии в 1821 году присвоил ему звание художника-архитектора 14-го класса.
В марте 1822 года назначен архитектором Уральского (Пермского) горного правления. Недостаточность содержания вынудила искать новое место службы. В 1825 году устроился архитектором в военных поселениях в Новгородской губернии, где оставался всего 4 месяца и, не получив обещанного прибавления жалованья, в 1826 году вернулся в Пермь.
В 1832 году переехал в Санкт-Петербург, где занялся педагогической деятельностью: до 1839 года преподавал горнозаводскую архитектуру в Горном и Технологическом институтах.
В 1839 году определён старшим архитектором в комиссию по сооружению Храма Христа Спасителя в Москве. Кроме занятий по надзору за работами по строительству храма, состоял инспектором работ по перестройке (совместно с архитектором А. В. Никитиным) дома Пашкова для Дворянского института. В том же 1839 году избран членом Вольного Экономического общества и в продолжение семи лет (1839—1846) был редактором Трудов общества.
В 1846 году перешёл на службу в Министерство государственных имуществ — непременным членом комиссии строительных и технических дел при департаменте сельского хозяйства. В том же году приглашён читать лекции по архитектуре в Александровском лицее и снова в Горном институте, в котором и принял вновь на себя обязанности тамошнего архитектора. Преподавал в Горном институте бессменно 25 лет, оставаясь при Министерстве государственных имуществ в звании члена учёного комитета для заведования строительными и техническими делами.
Умер 27 октября 1875 года в Санкт-Петербурге в чине тайного советника, которым был награждён за пятидесятилетнюю службу. Похоронен на Смоленском кладбище.

## Проекты и постройки

### Пермь
- Казанская и Сибирская заставы;
- Земская больница;
- Дом Н. К. Крылова;
- Собственный дом Свиязева (1823);
- Здание Благородного собрания (1832—1837);
- Ротонда в Загородном саду (1824)[8];
- Ротонда на набережной Камы (1824)[8];
- Дом Яковлевых (1820);
- Училище для детей канцелярских служителей (1825—1829);
- Комплекс зданий духовной семинарии (1826—1841);
- принимал участие в проектировании колокольни Кафедрального собора;
- автор проектов церкви-ротонды (1834—1837) на Новом кладбище;
- Единоверческая церковь (1834—1837);
- Главная фабрика Мотовилихинского медеплавильного завода (1825);
- Памятник (1829) на могиле майора Н. А. Теплова (1776—1813)[9];
- Спасо-Преображенский собор (1820).

### Другие места
- обелиск в Кунгуре;
- церкви при Билимбаевском, Ревдинском (Екатеринбург) заводах;
- Монетный двор в Екатеринбурге (1829—1830);
- Здания на Петергофской бумажной фабрике;
- Большая оружейная фабрика в Златоусте (1827—1833);
- Церковь Троицы Живоначальной в Юго-Камске (1835).

### Труды, составленные Свиязевым
- Краткое описание Императорской бумажной фабрики в Петергофе. — СПб., 1819
- Руководство к архитектуре для студентов Горного института, составленное архитектором Свиязевым. — С. Петербург, 1833
- Учебное руководство к архитектуре, для преподавания в Горном Институте, Училище Гражданских Инженеров, Кондукторской Школе Путей Сообщения, Морском Учебном Экипаже, Технологическом Институте, в Школе Земледелия и Горнозаводских наук Графини Строгановой и в других учебных заведениях. Ч. 2-я. — С. Петербург, 1841
- Теоретические основания печного искусства в применении к устройству разных нагревателей, к отоплению и вентиляции зданий архитектора Свиязева. — С.-Петербург, 1867

### Издания с участием Свиязева
- Атлас проектов и чертежей сельских построек, изданный от Департамента сельского хозяйства М. Г. И. — Санкт-Петербург: лит. Гундризера, 1853